# رحیم شب‌خیز
رحیم شب‌خیز (زاده ۱۳۲۵ در رشت)، صدابردار موسیقی اهل ایران است.

## زندگی
رحیم شب‌خیز در سال ۱۳۲۵ در رشت متولد شد. پس از پایان تحصیلات ابتدایی و متوسطه در سال ۱۳۴۸ به مدرسهٔ عالی تلویزیون و سینما (دانشگاه صدا و سیما) راه یافت و در رشتهٔ صدابرداری به تحصیل مشغول شد. او در سال ۱۳۵۱ تحصیلات خود را به پایان رساند و از همان زمان با استودیوهای ضبط موسیقی نظیر «استودیو بل» همکاری خود را آغاز نمود و «استودیو صبا» را راه‌اندازی کرد. وی بیش از ۲۳ سال به عنوان صدابردارِ ارکستر مجلسی تلویزیون ملی ایران و برنامه‌های مختلف، با سازمان صدا و سیما همکاری نمود. حمید شب‌خیز، مجری و مدیر شبکهٔ تلویزیون ایران (ITN) و فرید شب‌خیز، آهنگساز و تهیه‌کننده، برادران او هستند. او از اعضای هیئت مؤسس کانون صدابرداران خانهٔ موسیقی ایران است.
در اردیبهشت ۱۳۹۳ مراسم نکوداشت رحیم شب‌خیز به همراه ۲ صدابردار پیشکسوت دیگر در خانهٔ موسیقی ایران برگزار شد.

## آثار
رحیم شب‌خیز ضبط موسیقی فیلم و آلبوم‌های موسیقی بسیاری را انجام داده‌است که از آن میان می‌توان به موارد زیر اشاره نمود:
- موسیقی فیلم سینمایی «سفیر»[۱]
- موسیقی فیلم سینمایی «گل‌های داودی»[۱]
- موسیقی فیلم سینمایی «شب برهنه»[۷]
- موسیقی فیلم سینمایی «عبور»[۷]
- فیلم سینمایی «توهم»
- موسیقی سریال «در خانه»[۱]
- موسیقی سریال «تا رهایی»[۸]
- موسیقی تئاتر «پهلوان نایب»[۱]
- موسیقی تئاتر «داش پالکی»[۱]
- سرود ایران ایران ایران (الله الله) با صدای رضا رویگری[۹]
- آلبوم موسیقی «مطرب پیر» به خوانندگی نعمت‌الله آغاسی[۱۰]
- آلبوم موسیقی «گل آفتاب گردون» به خوانندگی گروه آریان[۱۱]
- آلبوم موسیقی «زیر آسمون شهر» به خوانندگی امیر تاجیک[۱۲]
- آلبوم موسیقی «دو رنگی» به خوانندگی بهنام صفاریان[۱۳]
- آلبوم موسیقی یه لقمه نون (با دلخوشی) به خوانندگی داود ناقور[۱۰]